# USS Douglas H. Fox (DD-779)
USS Douglas H. Fox (DD-779) là một tàu khu trục lớp Allen M. Sumner được Hải quân Hoa Kỳ chế tạo trong Chiến tranh Thế giới thứ hai. Nó là chiếc tàu chiến duy nhất của Hải quân Mỹ được đặt theo tên Thiếu tá Hải quân Douglas H. Fox (1905-1942), hạm trưởng tàu khu trục USS Barton, đã tử trận cùng với con tàu trong trận Hải chiến Guadalcanal năm 1942 và được truy tặng Huân chương Chữ thập Hải quân. Nó đã hoạt động cho đến hết Thế Chiến II, và tiếp tục phục vụ sau đó trong Chiến tranh Triều Tiên và Chiến tranh Việt Nam cho đến khi xuất biên chế năm 1973 và được chuyển cho Chile một năm sau đó. Nó phục vụ cùng Hải quân Chile như là chiếc Ministro Portales (DD-17) cho đến khi ngừng hoạt động và bị đánh chìm ngoài khơi mũi Horn năm 1998. Douglas H. Fox được tặng thưởng một Ngôi sao Chiến trận do thành tích phục vụ trong Thế Chiến II, và thêm một Ngôi sao Chiến trận khác trong Chiến tranh Triều Tiên.

## Thiết kế và chế tạo
Douglas H. Fox được đặt lườn tại xưởng tàu của hãng Todd Pacific Shipyards, Inc. ở Seattle, Washington vào ngày 31 tháng 1 năm 1944. Nó được hạ thủy vào ngày 30 tháng 9 năm 1944; được đỡ đầu bởi bà J. T. Boone, và nhập biên chế vào ngày 26 tháng 12 năm 1944 dưới quyền chỉ huy của Trung tá Hải quân R. M. Pitts.

## Lịch sử hoạt động

### 1945 - 1946
Douglas H. Fox tham gia các cuộc thực hành chiến thuật tại vùng biển quần đảo Hawaii từ ngày 31 tháng 3 đến ngày 21 tháng 4 năm 1945, rồi đi sang vùng chiến sự tại Okinawa, Nhật Bản, đến nơi vào ngày 5 tháng 5, đảm nhiệm vai trò cột mốc radar canh phòng. Trong một đợt tấn công tập trung bởi 11 máy bay tấn công tự sát đối phương, hỏa lực phòng không của nó đã bắn rơi năm chiếc Kamikaze trước khi bị một chiếc thứ sáu mang theo bom đánh trúng. Bảy thành viên thủy thủ đoàn đã thiệt mạng và 35 người khác bị thương; tuy nhiên đám cháy phát sinh được dập tắt và các biện pháp kiểm soát hư hỏng đã giúp con tàu rút lui về Kerama Retto bằng chính động lực của nó. Sau khi được sửa chữa tạm thời, nó tiếp tục hành trình quay trở về San Francisco, California để được sửa chữa toàn diện, đến nơi vào ngày 23 tháng 6.

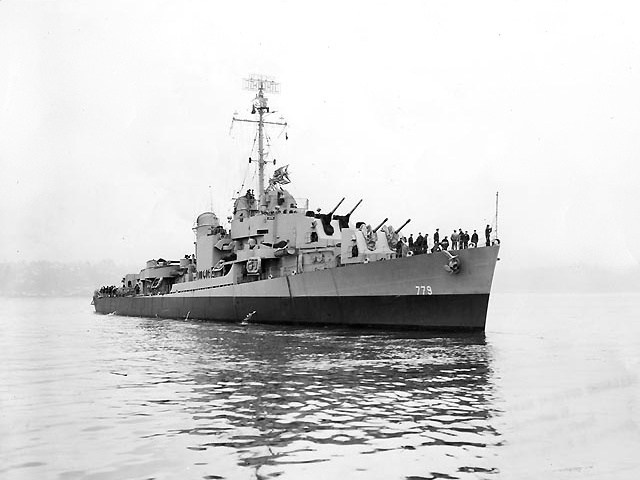
Douglas H. Fox trong vịnh Puget Sound, tháng 3 năm 1945.

Sau khi hoàn tất việc sửa chữa và huấn luyện ôn tập tại San Diego, California, khi chiến tranh đã kết thúc Douglas H. Fox lên đường vào ngày 30 tháng 9, 1945 để đi sang vùng bờ Đông, đi đến New York vào ngày 17 tháng 10 để tham dự những lễ hội nhân ngày Hải quân. Nó chuyển đến cảng nhà mới tại Norfolk, Virginia vào ngày 2 tháng 11, tiến hành các hoạt động tại chỗ và phục vụ canh phòng máy bay cho các tàu sân bay tại vùng biển Caribe. Nó đã hộ tống cho chuyến đi chạy thử máy của tàu sân bay mới Franklin D. Roosevelt (CVB-42) từ ngày 14 tháng 1 đến ngày 6 tháng 3, 1946, viếng thăm Rio de Janeiro, Brazil trong tháng 2, và tiếp tục tham gia những hoạt động huấn luyện và hộ tống tại vùng biển Caribe cho đến ngày 14 tháng 12, khi nó đi đến New London, Connecticut để bảo trì và nghỉ ngơi.

### 1947 - 1962
Douglas H. Fox khởi hành từ Norfolk vào ngày 21 tháng 7, 1947 cho một lượt phục vụ tại Địa Trung Hải. Đang khi hướng đến Trieste tại vùng biển Adriatic vào ngày 29 tháng 9, nó trúng phải một quả mìn còn sót lại từ thời Thế Chiến II, làm hư hại nặng phía đuôi tàu và khiến 3 thành viên thủy thủ đoàn thiệt mạng cùng 12 người khác bị thương. Nó được hai chiếc tàu kéo Ý kéo về cảng Venice, và sau đó được chiếc Luiseno (ATF-156) kéo rời cảng vào ngày 13 tháng 11 để quay trở về Hoa Kỳ, về đến Boston, Massachusetts vào ngày 5 tháng 12, nơi nó vào xưởng tàu để sửa chữa.
Khởi hành từ Newport, Rhode Island vào ngày 20 tháng 7, 1948, Douglas H. Fox thực hiện một chuyến đi khác sang khu vực Địa Trung Hải, đã viếng thăm nhiều cảng cho đến ngày 28 tháng 9, khi nó tham gia cùng tàu tuần dương hạng nhẹ Huntington (CL-107) vượt kênh đào Suez cho một chuyến viếng thăm hữu nghị đến Mombasa, Kenya; Durban, Nam Phi; rồi vòng qua mũi Hảo Vọng đi sang Nam Mỹ, viếng thăm Buenos Aires, Rio de Janeiro và Montevideo. Nó về đến Newport vào ngày 8 tháng 12, rồi tiếp tục hoạt động tại chỗ ngoài khơi Virginia Capes cho đến ngày 5 tháng 1, 1950, khi nó đi đến Charleston, South Carolina. Chiếc tàu khu trục được cho xuất biên chế tại đây vào ngày 21 tháng 4, 1950.
Sau sự kiện lực lượng Bắc Triều Tiên tấn công xuống lãnh thổ Nam Triều Tiên khiến Chiến tranh Triều Tiên bùng nổ vào ngày 25 tháng 6, 1950, Douglas H. Fox được huy động nhập biên chế trở lại vào ngày 15 tháng 11, 1950. Nó hoạt động tại chỗ cho đến ngày 22 tháng 1, 1952, khi nó rời Norfolk để đi sang khu vực chiến sự tại Viễn Đông qua ngã kênh đào Panama. Con tàu gia nhập Lực lượng Đặc nhiệm 77 để tuần tra ngoài khơi bờ biển Triều Tiên, tham gia bắn phá Wonsan vào ngày 13 tháng 3, và đến cuối tháng 3 đã tham gia cùng tàu tuần dương hạng nhẹ Manchester (CL-83) trong hoạt động bắn pháo quấy rối vị trí đối phương dọc bờ biển phía Đông. Sang tháng 5, nó hoạt động độc lập trong các nhiệm vụ bắn phá, hỗ trợ hoạt động quét mìn và bắt giữ 26 tàu đánh cá Bắc Triều Tiên để làm suy yếu kinh tế đối phương. Nó khởi hành từ Yokosuka, Nhật Bản vào ngày 21 tháng 6 cho hành trình quay trở về Hoa Kỳ, đi ngang qua Ấn Độ Dương, kênh đào Suez và Địa Trung Hải, hoàn thành một chuyến đi vòng quanh thế giới khi về đến Norfolk vào ngày 19 tháng 8.
Douglas H. Fox thực hiện một chuyến đi huấn luyện cho học viên sĩ quan đến Nova Scotia từ ngày 20 tháng 6 đến ngày 8 tháng 7, 1955, rồi phục vụ một lượt hoạt động cùng Đệ lục Hạm đội tại Địa Trung Hải từ ngày 7 tháng 11, 1956 đến ngày 20 tháng 2, 1957. Từ ngày 3 tháng 9 đến ngày 22 tháng 12, 1957, nó tham gia cùng các tàu chiến Hải quân Hoàng gia Anh và Canada trong cuộc tập trận của Khối NATO tại Bắc Đại Tây Dương, rồi viếng thăm Địa Trung Hải trước khi quay trở về Norfolk và hoạt động tại chỗ. Từ ngày 7 tháng 8, 1959 đến ngày 26 tháng 2, 1960, chiếc tàu khu trục lại có một lượt phục vụ khác tại Địa Trung Hải, đi xa hơn đến Hồng Hải và vịnh Ba Tư, trước khi quay trở về Norfolk để đại tu. Từ tháng 6 cho đến cuối năm 1960, con tàu hoạt động dọc theo vùng bờ Đông, đi xa đến vòng Bắc Cực trong các cuộc tập trận của Khối NATO, và tuần tra tại vùng biển Caribe vào lúc xảy ra những bất ổn tại các nước Trung Mỹ.
Sau khi hoàn tất lượt phục vụ năm 1961 tại Địa Trung Hải, Douglas H. Fox tham gia các cuộc thực tập chống tàu ngầm và tuần tra cho đến tháng 3, 1962. Vào lúc này, nó đi vào Xưởng hải quân Norfolk để được cải biến theo Chương trình Hồi sinh và Hiện đại hóa Hạm đội (FRAM: Fleet Rehabilitation and Modernization), khi những cảm biến và vũ khí chống tàu ngầm được nâng cấp, bao gồm dàn phóng ngư lôi mới, bổ sung sàn đáp và hầm chứa để mang theo một máy bay trực thăng không người lái Gyrodyne QH-50 DASH chống tàu ngầm cùng một bộ sonar với độ sâu thay đổi. Nó rời xưởng tàu vào tháng 11, 1962 với khả năng chống ngầm được tăng cường, điều kiện sinh hoạt trên tàu được cải thiện, đồng thời kéo dài vòng đời hoạt động.

### 1963 - 1973
Vào tháng 12, 1962, Douglas H. Fox được điều sang Đội Huấn luyện hạm đội tại vịnh Guantánamo, Cuba để huấn luyện ôn tập và bảo vệ căn cứ. Trong tháng 2 và tháng 3, 1963, nó tham gia Chiến dịch Springboard, đợt tập trận quy mô lớn của hạm đội, tại vùng biển Caribe, rồi sau đó thực hành huấn luyện chống tàu ngầm cùng Hạm đội Đại Tây Dương. Sang đầu tháng 7, 1964, nó được bố trí sang Địa Trung Hải, và quay trở về vào tháng 11; rồi đến đầu năm 1965 nó lại tham gia cuộc Tập trận Springboard, tiếp nối bởi hoạt động chống tàu ngầm cùng Đội đặc nhiệm 4.

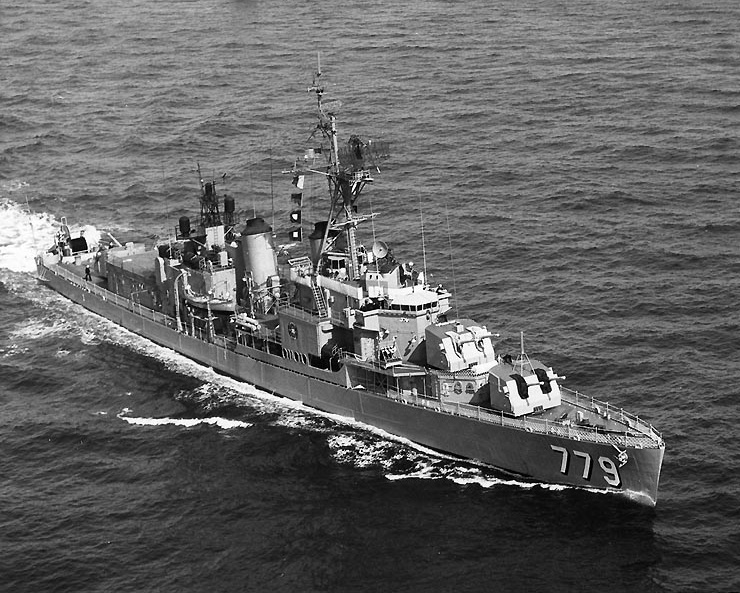
Douglas H. Fox sau đợt hiện đại hóa FRAM II.

Vào mùa Hè năm 1965, Douglas H. Fox được bố trí sang khu vực Địa Trung Hải và Trung Đông, nơi nó tiến hành những đợt thực hành huấn luyện chống tàu ngầm cùng các tàu chiến của Hải quân Hoàng gia Anh, rồi tham gia các cuộc tuần tra đề phòng bất trắc dọc theo bờ biển Pakistan. Con tàu được đại tu tại Xưởng hải quân Norfolk từ tháng 11, 1965 đến tháng 4, 1966.
Vào tháng 7, 1966, Douglas H. Fox lại được phái sang Địa Trung Hải, viếng thăm Safi, Morocco, trở thành chiếc tàu chiến Hoa Kỳ đầu tiên viếng thăm cảng này sau 17 năm. Con tàu quay trở về Norfolk vào ngày 17 tháng 12, rồi sang năm 1967 đã thực hiện một loạt các hoạt động cùng Đệ nhị Hạm đội, chủ yếu trong nhiệm vụ tuần tra chống tàu ngầm và hoạt động tại khu vực ngoài khơi mũi Hatteras.
Vào tháng 5, 1967, Douglas H. Fox tham gia cuộc tập trận cùng với 55 tàu chiến thuộc bốn nước trong khuôn khổ Chiến dịch Fizwiz Sunrise. Sang tháng 6, nó lại có mặt trong cuộc tập trận Chiến dịch New Look của Khối NATO, kéo dài mười ngày trong vùng biển Bắc Đại Tây Dương, nơi nó hoạt động phối hợp chống tàu ngầm cùng các đơn vị Hải quân Hoàng gia Canada. Ngoài ra nó còn trải qua mười ngày hoạt động ngoài khơi Key West như một tàu huấn luyện cho Trường Sonar Hạm đội. Đến ngày 1 tháng 9, nó bắt đầu một lượt biệt phái sang hoạt động cùng Đệ lục Hạm đội tại Địa Trung Hải trong năm tháng.
Vào tháng 9, 1968, trên đường đi sang Việt Nam tại vị trí cách 323 mi (520 km) về phía Đông Nam Charleston, South Carolina, một tai nạn vỡ ống dẫn hơi nước áp lực cao trong phòng nồi hơi phía sau đã khiến chín thủy thủ thiệt mạng và 35 người khác bị thương. Đám cháy phát sinh được dập tắt vào con tàu được kéo quay trở lại cảng. Sau khi hoàn tất việc sửa chữa tại Xưởng hải quân Charleston, Douglas H. Fox lại lên đường đi sang Việt Nam, đến nơi vào tháng 2, 1969. Nó đã hoạt động ngoài khơi bờ biển Việt Nam cho đến tháng 9 trong một loạt các nhiệm vụ khác nhau, bao gồm canh phòng máy bay cho tàu sân bay trong vịnh Bắc Bộ, và bắn hải pháo quấy rối và can thiệp cũng như tiến sát gần bờ để hỗ trợ những hoạt động tác chiến trên bộ.

### Ministro Portales(DD-17)
Vào ngày 15 tháng 12, 1973, Douglas H. Fox được lệnh đi đến Xưởng hải quân Philadelphia để chuẩn bị xuất biên chế, và sau đó được bán cho Chile. Con tàu tiếp tục phục vụ cùng Hải quân Chile như là chiếc Ministro Portales (DD-17) thêm nhiều năm nữa. Nó được cải biến để mở rộng thêm sàn đáp trong giai đoạn 1975-1976, và vào năm 1978 đã tham gia vào vụ tranh chấp eo biển Beagle giữa Chile và Argentina. Con tàu được cho ngừng hoạt động vào năm 1990, và bị đánh chìm ngoài khơi mũi Horn vào ngày 11 tháng 11, 1998.

## Phần thưởng
Douglas H. Fox được tặng thưởng một Ngôi sao Chiến trận do thành tích phục vụ trong Thế Chiến II, và thêm một Ngôi sao Chiến trận khác trong Chiến tranh Triều Tiên.